# Cel mai fericit om din lume
Cel mai fericit om din lume (în macedoneană Најсреќниот човек на светот) este un film dramatic din 2022 scris și regizat de Teona Strugar Mitevska.
Este o coproducție internațională între Macedonia de Nord, Danemarca, Belgia, Bosnia, Croația și Slovenia. A avut premiera la cea de-a 79-a ediție a Festivalului de Film de la Veneția în cadrul secțiunii Orizzonti⁠(d). Filmul a câștigat Marele Premiu la Festivalul de Film Les Arcs⁠(d) 2022.
A fost selectat ca propunerea macedoneană⁠(d) pentru cel mai bun film străin la cea de-a 96-a ediție a Premiilor Oscar. 

## Distribuție
- Jelena Kordic Kuret ca Asja
- Adnan Omerovic ca Zoran
- Labina Mitevska ca Marta
- Ana Kostovska ca Mersiha
- Ksenija Marinkovic ca Azemina
- Izudin Bajrovic ca Asim
- Irma Alimanovic ca Ema
- Vedrana Bozinovic ca Aida
- Mona Muratovic ca Sabina